# Thoon
Thoon là một chi bướm ngày thuộc họ Bướm nâu.